# Flaming Creatures
Pour plus de détails, voir Fiche technique et Distribution.
Flaming Creatures est un film américain réalisé par Jack Smith, sorti en 1963.

## Synopsis
Des créatures au sexe indéterminé participent à une sombre orgie et déclenchent un tremblement de terre.

## Avis
En 1963, Jonas Mekas qualifiait Flaming Creatures et quelques autres films underground du début des années 1960 de « films baudelairiens » suggérant qu’il a fallu attendre près d’un siècle pour que des artistes américains donnent un équivalent  artistique à ce qu’avait accompli le poète français au XIX ème Siècle.
« Les films auxquels je pense sont The Queen of Sheba Meets the Atom Man (en) de Ron Rice (en),Flaming Creatures de Jack Smith; Little Stabs of happiness, de Ken Jacobs; Blonde Cobra de Bob Fleischner et Ken Jacobs – quatre films qui constituent la vraie révolution dans le cinéma d’aujourd’hui. Ces films illuminent et révèlent des sensibilités et des expériences dont les arts américains n’ont jamais témoigné ; un contenu que Baudelaire, le Marquis de Sade et Rimbaud ont donné à la littérature mondiale il y a un siècle et  que William Burroughs a donné à la littérature américaine il y a trois ans. C’est un monde de fleurs du mal, d’illuminations, de chair déchirée et torturée ; une poésie qui est à la fois belle et terrible, bonne et mauvaise, délicate et dégoutante ».
.

## Fiche technique
- Titre : Flaming Creatures
- Réalisation : Jack Smith
- Scénario : Jack Smith
- Photographie : Jack Smith
- Montage : Jack Smith
- Production : Jack Smith
- Société de production :
- Pays :  États-Unis
- Genre : Comédie dramatique, horreur, érotique et expérimental
- Durée : 45 minutes
- Dates de sortie : 
  -  États-Unis : 29 avril 1963

## Distribution
- Francis Francine : elle-même
- Sheila Bick : Delicious Dolores
- Joel Markman : « Our Lady of the Docks »
- Mario Montez : la fille espagnole
- Arnold Rockwood : Arnold
- Judith Malina : la femme fascinante.
- Marian Zazeela : Maria Zazeela

## Tournage
Le film a été tourné pour 300 dollars sur un toit du Lower East Side.